# Saison 1 de H2O
Chronologie
Saison 2 de H2O
Cet article présente le guide de la première saison de la série télévisée australienne H2O.

## Distribution

### Acteurs principaux
- Phoebe Tonkin : Cleo Sertori
- Claire Holt : Emma Gilbert
- Cariba Heine : Rikki Chadwick
- Angus McLaren : Lewis McCartney
- Burgess Abernethy : Zane Bennett

### Acteurs secondaires
- Christine Amor : Louise Chatham
- Christopher Poree : Byron
- Annabelle Stephenson : Miriam Kent
- Cleo Massey : Kim Sertori
- Trent Sullivan : Elliot Gilbert
- Jamie Timony : Nate
- Alice Hunter : Tiffany
- Ariu Lang Sio : Wilfred
- Jared Robinson : Neil Gilbert
- Deborah Coulls : Bev Sertori
- Alan David Lee : Don Sertori
- Chris Palframan : Eddie
- Andrea Moor : Mrs Geddes
- Preston Forsyth : Lenny McCartney
- Brigette Paroissien : Candy
- Joss McWilliam : Harrisson Bennett
- Lara Cox : Dr Denman
- Cary Robinson : Barry
- Kate Fitzpatrick : Dr Holt
- Jade Paskins : Angela
- Paul Bishop : Mitch

## Épisode 1Métamorphose
- Australie : 7 juillet 2006 sur Network Ten
- France : 24 décembre 2007 dans KD2A sur France 2
- Québec : 27 août 2008 sur VRAK.TV[1]
- Belgique : sur la deux et Ketnet

## Épisode 2:Soirée piscine
- Australie : 14 juillet 2006 sur Network Ten
- France :  Québec : 3 septembre 2008 sur VRAK.TV
- Belgique : sur la deux et Ketnet

## Épisode 3:Cleo se jette à l'eau
- Australie : 21 juillet 2006 sur Network Ten
- France :  Québec : 10 septembre 2008 sur VRAK.TV
- Belgique : sur La Deux et Ketnet

## Épisode 4:Soirée pyjama
- Australie : 28 juillet 2006 sur Network Ten
- France :  Québec : 17 septembre 2008 sur VRAK.TV
- Belgique : sur la deux et Ketnet

## Épisode 5:La petite espionne
- Australie : 4 août 2006 sur Network Ten
- France :  Québec : 24 septembre 2008 sur VRAK.TV
- Belgique : sur la deux et Ketnet

## Épisode 6:Amour en herbe
- Australie : 11 août 2006 sur Network Ten
- France :  Québec : 1er octobre 2008 sur VRAK.TV
- Belgique : sur la deux et Ketnet

## Épisode 7:Pleine Lune
- Australie : 18 août 2006 sur Network Ten
- France :  Québec : 8 octobre 2008 sur VRAK.TV
- Belgique : sur la deux et Ketnet

## Épisode 8:L'Affaire Denman
- Australie : 25 août 2006 sur Network Ten
- France :  Québec : 15 octobre 2008 sur VRAK.TV
- Belgique : sur la deux et Ketnet

## Épisode 9:Pêche en eaux troubles
- Australie : 1er septembre 2006 sur Network Ten
- France :  Québec : 22 octobre 2008 sur VRAK.TV
- Belgique : sur la deux et Ketnet

## Épisode 10:La caméra ne ment pas
- Australie : 8 septembre 2006 sur Network Ten
- France :  Québec : 29 octobre 2008 sur VRAK.TV
- Belgique : sur la deux et Ketnet

## Épisode 11:Nage ou coule
- Australie : 15 septembre 2006 sur Network Ten
- France :  Québec : 5 novembre 2008 sur VRAK.TV
- Belgique : sur la deux et Ketnet

## Épisode 12:Le chant de la sirène
- Australie : 22 septembre 2006 sur Network Ten
- France :  Québec : 12 novembre 2008 sur VRAK.TV
- Belgique : sur la deux et Ketnet

## Épisode 13:Le Naufrage
- Australie : 29 septembre 2006 sur Network Ten
- France :  Québec : 19 novembre 2008 sur VRAK.TV
- Belgique : sur la deux et Ketnet

## Épisode 14:Surprise!
- Australie : 6 octobre 2006 sur Network Ten
- France :  Québec : 26 novembre 2008 sur VRAK.TV
- Belgique : sur la deux et Ketnet

## Épisode 15:Le grand frisson
- Australie : 13 octobre 2006 sur Network Ten
- France :  Québec : 3 décembre 2008 sur VRAK.TV
- Belgique : sur la deux et Ketnet

## Épisode 16:Malade d'amour
- Australie : 20 octobre 2006 sur Network Ten
- France :  Québec : 10 décembre 2008 sur VRAK.TV
- Belgique : sur la deux et Ketnet

## Épisode 17:Une maladie foudroyante
- Australie : 27 octobre 2006 sur Network Ten
- France :  Québec : 17 décembre 2008 sur VRAK.TV[2]
- Belgique : sur la deux et Ketnet

## Épisode 18:La grande méchante lune
- Australie : 3 novembre 2006 sur Network Ten
- France :  Québec : 7 janvier 2009 sur VRAK.TV[3]
- Belgique : sur la deux et Ketnet

## Épisode 19:Sacrée cousine
- Australie : 10 novembre 2006 sur Network Ten
- France :  Québec : 14 janvier 2009 sur VRAK.TV
- Belgique : sur la deux et Ketnet

## Épisode 20:Ça mord
- Australie : 17 novembre 2006 sur Network Ten
- France :  Québec : 21 janvier 2009 sur VRAK.TV
- Belgique : sur la deux et Ketnet

## Épisode 21:Une sirène rousse
- Australie : 24 novembre 2006 sur Network Ten
- France :  Québec : 28 janvier 2009 sur VRAK.TV
- Belgique : sur la deux et Ketnet

## Épisode 22:Menace sur Mako
- Australie : 1er décembre 2006 sur Network Ten
- France :  Québec : 4 février 2009 sur VRAK.TV
- Belgique : sur la deux et Ketnet

## Épisode 23:Le médaillon
- Australie : 8 décembre 2006 sur Network Ten
- France :  Québec : 11 février 2009 sur VRAK.TV
- Belgique : sur la deux et Ketnet

## Épisode 24:Potion magique
- Australie : 15 décembre 2006 sur Network Ten
- France :  Québec : 18 février 2009 sur VRAK.TV
- Belgique : sur la deux et Ketnet

## Épisode 25:La science attaque
- Australie : 22 décembre 2006 sur Network Ten
- France :  Québec : 25 février 2009 sur VRAK.TV
- Belgique : sur la deux et Ketnet

## Épisode 26:L'Éclipse de Lune
- Australie : 29 décembre 2006 sur Network Ten
- France :  Québec : 4 mars 2009 sur VRAK.TV[4]
- Belgique : sur la deux et Ketnet